# منتخب إيطاليا لكرة اليد للسيدات
منتخب إيطاليا لكرة اليد للسيدات (بالإيطالية: Nazionale di pallamano femminile dell'Italia)‏ هو الممثل الرسمي لإيطاليا في رياضة كرة اليد. نافس في كأس العالم لكرة اليد للسيدات في سنة 2001 وأحرز فيها المركز السادس عشر.